# Año de Karl Marx

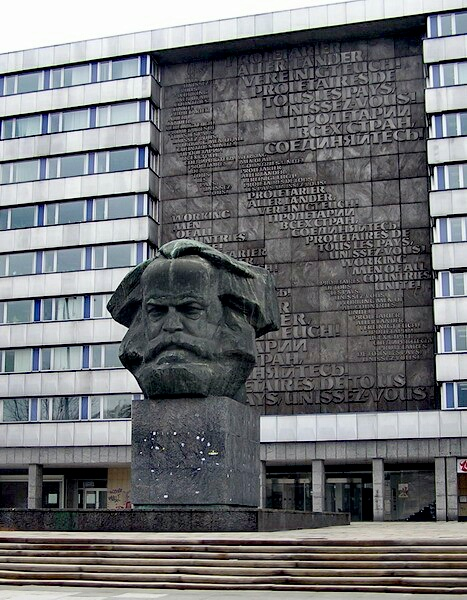
Monumento de Karl Marx en Chemnitz, encargado en 1953 (erigido en 1971) junto con el renombramiento de la ciudad a Karl-Marx-Stadt.

El Año de Karl Marx (en alemán: Karl-Marx-Jahr) fue una serie de aniversarios del nacimiento o de la muerte de Karl Marx (1818-1883) conmemorados por la República Democrática Alemana en 1953, 1968 y 1983. La conmemoración más importante fue la de 1953, coincidente con el 70.º aniversario de la muerte de Marx. En ella, se renombró la ciudad de Chemnitz a Karl-Marx-Stadt y la Universidad de Leipzig a Universidad Karl Marx. También se fundó la Orden de Karl Marx y se inició el proyecto Marx-Engels-Werke de la recopilación de las obras de Marx y Engels. En 1968 se conmemoró el 150.º aniversario de su nacimiento, y en 1983 el 100.º aniversario de su muerte.
La República Federal de Alemania también ha conmemorado aniversarios señalados de Marx, con reaperturas o renovaciones de la Casa de Karl Marx en 1968 y 1983.
En 2018, ya con Alemania reunificada, Tréveris lanzó su Año de Karl Marx por el 200.º aniversario de su nacimiento.